# Alter Friedhof (Bordesholm)

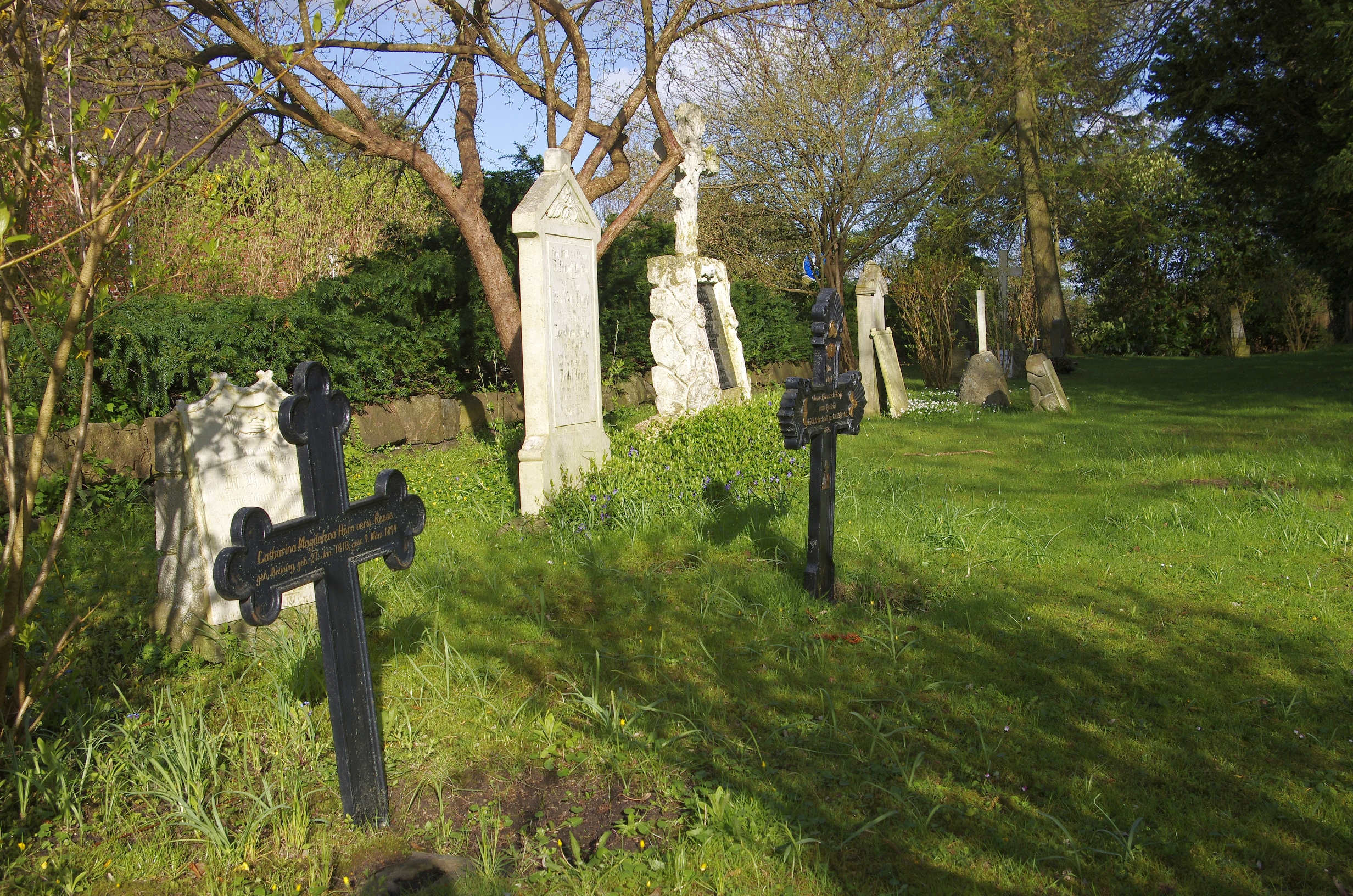
Ehemaliges Friedhofsgelände

Der Alte Friedhof Bordesholm ist ein unter Denkmalschutz stehendes Ensemble von Grabmalen bis 1870 in Bordesholm.

## Der Friedhof
Das Gelände liegt nördlich der Klosterkirche am Lindenplatz im historischen Zentrum von Bordesholm. Anfänglich als letzte Ruhestätte von Klosterbediensteten und Armen genutzt wurde es 1737 der Friedhof für alle Toten der Kirchengemeinde. 1868 folgte die Schließung für weitere Beisetzungen und der heutige Friedhof in der Kirchhofsallee wurde angelegt.
Es sind derzeit noch 16 Einzelgrabstellen auszumachen. Darunter befinden sich kulturgeschichtlich interessante Grabdenkmäler, z. B. für Nicolaus Friedrich Johannsen (Lehrer, Küster und Organist, erster Sekretär der 1845 gegründeten Bordesholmer Sparkasse) und den Oberfeuerwerker Johann Clairmont (beteiligt am Seegefecht bei Eckernförde).